# Ниссим, Моше
Моше Ниссим (ивр. משה נסים‎:10 апреля 1935, Иерусалим, Израиль) — государственный деятель Израиля. Депутат кнессета. Министр финансов. Министр юстиции. Министр торговли и промышленности. Министр без портфеля. Заместитель премьер-министра Израиля. Председатель партии «Ликуд».

## Биография
Ниссим Моше родился в Иерусалиме 10 апреля 1935 года. Его отец, Ицхак Ниссим, был известным раввином, впоследствии он даже занимал должность главного сефардского раввина Израиля. В столице же Моше получил образование, как светское (степень Магистра права в Еврейском университете), так и религиозное (в течение пяти лет параллельно учась в ешиве). После учёбы он проходил службу в ЦАХАЛе в качестве юриста, откуда был освобождён для участия в избирательной кампании в Кнессет четвёртого созыва кандидатом от Партии общих сионистов.  Его партии удалось получить 8 мест в парламенте, а сам Моше стал самым молодым когда-либо избираемым кандидатом в Кнессет в возрасте 24 лет.
На следующих выборах в 1961 году, тем не менее, Ниссиму избраться не удалось. Следующие 10 месяцев он прослужил в армии, впоследствии прошёл стажировку, получил квалификацию юриста и работал по специальности в израильской прокуратуре.
В 1969 году Моше был избран в Кнессет седьмого созыва как кандидат от «ГАХАЛ», вошедшего впоследствии в политический блок «Ликуд». В 1977 году он был избран председателем исполнительного комитета Либеральной партии Израиля.
C 1978 года в течение двух лет Ниссим занимал пост министра без портфеля, а последующие 6 лет вплоть до апреля 1986 года работал министром юстиции. В частности, в 1984 году они вместе с Моше Шахалом из партии «Авода» разработали коалиционное соглашение для правительства национального единства. В 1986 году сместил на должности министра финансов Ицхака Модаи. В большей степени он продолжил политику экономической стабилизации, введенную Модаи, в дополнение к снижению как подоходного налога, так и корпоративных налогов. Кроме того, Ниссиму удалось конвертировать дорогостоящие кредиты от США в кредиты по более выгодной процентной ставке, что позволило сэкономить немало средств. За всё время пребывания Моше на посту министра финансов рост экономики Израиля достиг около 6%.
В конце 1988 года Ниссим снова был назначен министром без портфеля в сформированном после выборов в Кнессет двенадцатого созыва правительстве, а в 1990 году сместил на должности министра промышленности и торговли Ариэля Шарона. Тогда же, он также был назначен заместителем премьер-министра. После выборов в Кнессет тринадцатого созыва, которые проиграла партия «Ликуд», Ниссим входил в состав Комитета по иностранным делам и безопасности.
В 1996 году Моше Ниссим решил отойти от политики и вернулся к юридической практике, выступая в качестве арбитра и посредника в коммерческих спорах. На сегодняшний день продолжает руководить собственной юридической фирмой.

## Личная жизнь
Ниссим женат на Рут Корен, дочери депутата Кнессета и литератора Ицхока Корна, сестре депутата Кнессета Дани Корена.